# TAI Hürkuş
TAI Hürkuş (Con chim Tự do) là một máy bay hai chỗ ngồi theo hàng dọc, một động cơ tuốc bin cánh quạt đang được phát triển bởi Turkish Aerospace Industries (TAI) trong vai trò máy bay huấn luyện cơ bản và máy bay tấn công mặt đất của Quân lực Thổ Nhĩ Kỳ.
Máy bay được đặt theo tên của Vecihi Hürkuş, một cựu phi công Thế chiến I và chiến tranh giành độc lập Thổ Nhĩ Kỳ và là một nhà tiên phong trong hàng không và sản xuất máy bay của nước này.